# Ardoch (Dakota Północna)
Ardoch – miasto w Stanach Zjednoczonych, w stanie Dakota Północna, w hrabstwie Walsh.